# Frankie Avalon
Frankie Avalon, pseudonimo di Francis Thomas Avallone (Filadelfia, 18 settembre 1940), è un cantante e attore statunitense.
Tra gli anni ‘50 e ‘60, Avalon era tra i più noti cantanti degli Stati Uniti.
Nella sua carriera ha raggiunto due volte la prima posizione delle classifiche statunitensi, prima con Venus poi con Why entrambe del 1959. 
Solamente tra il 1958 e il 1962, Avalon riuscì a piazzare ben 31 brani nella Billboard Hot 100 (classifica dei brani più venduti degli Stati Uniti).

## Biografia
Nato a Filadelfia da una famiglia di origini italiane (precisamente salernitane dalla parte del padre e siciliane da quella della madre). Da piccolo imparò a suonare la tromba, per poi cominciare la carriera da cantante.
Parallelamente alla sua carriera di artista musicale, Avalon ha anche intrapreso una carriera da attore. È stato fra gli scopritori del cantante Fabian, suo concittadino e di pochi anni più giovane di lui.
Oltre alle già citate Venus e Why, altri successi dell’artista sono De de Dinah, Beauty School Dropout e Beach Movies.
Nel 1964 partecipò al XIV Festival della Canzone Italiana di Sanremo con le canzoni Motivo d'amore di Pino Donaggio, strumentata e diretta da Francesco Tomassini, e I sorrisi di sera, proposta in abbinamento con Tony Renis.
Nella sua lunga carriera, ed ancora oggi, Avalon non ha mai preso pause dalle tournée e dai suoi ruoli da attore.

## Vita privata
Avalon si sposò nel 1963 con Kathryn Diebel, dalla quale ebbe otto figli (Frankie Avalon Jr., Tony, Dina, Laura, Joseph, Nicolas, Kathryn e Carla).
È cattolico romano praticante.

## Riconoscimenti
- Young Hollywood Hall of Fame[1]

## Discografia
| Anno | Titolo                           | US 200 |
| ---- | -------------------------------- | ------ |
| 1958 | Frankie Avalon                   | –      |
| 1959 | Swingin' on a Rainbow            | 9      |
| 1959 | The Young Frankie Avalon         | –      |
| 1960 | Summer Scene                     | –      |
| 1961 | ...And Now About Mr. Avalon      | –      |
| 1961 | A Whole Lotta Frankie            | 59     |
| 1962 | Italiano                         | –      |
| 1962 | Frankie Avalon's Christmas Album | –      |
| 2002 | 25 All-Time-Greatest Hits        | –      |

## Filmografia

### Cinema
- Jamboree!, regia di Roy Lockwood (1957)
- Tuoni sul Timberland (Guns on the Timberland), regia di Robert D. Webb (1960)
- La battaglia di Alamo (The Alamo), regia di John Wayne (1960)
- Viaggio in fondo al mare (Voyage to the Bottom of the Sea), regia di Irwin Allen (1961)
- Rapina a... nave armata (Sail a Crooked Ship), regia di Irving Brecher (1961)
- Il giorno dopo la fine del mondo (Panic in Year Zero!), regia di Ray Milland (1962)
- I commandos dei mari del sud (Operation Bikini), regia di Anthony Carras (1963)
- I leoni di Castiglia (El valle de las espadas), regia di Javier Setó (1963)
- Tamburi d'Africa (Drums of Africa), regia di James B. Clark (1963)
- Vacanze sulla spiaggia (Beach Party), regia di William Asher (1963)
- Muscle Beach Party, regia di William Asher (1964)
- Sexy Building - Bikini Beach (Bikini Beach), regia di William Asher (1964)
- Pigiama party (Pajama Party), regia di Don Weis (1964)
- Una sirena sulla spiaggia (Beach Blanket Bingo), regia di William Asher (1965)
- Lezioni d'amore alla svedese (I'll Take Sweden), regia di Frederick de Cordova (1965)
- Sky Party, regia di Alan Rafkin (1965)
- How to Stuff a Wild Bikini, regia di William Asher (1965)
- Sergeant Dead Head, regia di Norman Taurog (1965)
- Dr. Goldfoot e il nostro agente 00¼ (Dr. Goldfoot and the Bikini Machine), regia di Norman Taurog (1965)
- Fireball 500, regia di William Asher (1966)
- Le labbra proibite di Sumuru (The Million Eyes of Su-Muru), regia di Lindsay Shonteff (1967)
- Skidoo, regia di Otto Preminger (1968)
- Il buio (The Haunted House of Horror), regia di Michael Armstrong (1969)
- Una medaglia per il più corrotto (The Take), regia di Robert Hardford-Davis (1974)
- Grease - Brillantina (Grease), regia di Randal Kleiser (1978)
- Sulla cresta dell'onda (Back to the Beach), regia di Lyndall Hobbs (1987)
- Casinò (Casino), regia di Martin Scorsese (1994)
- The Stöned Age, regia di James Melkonian (1995)
- 2007 Charlie Gracie Fabulous (documentario)
- 2007 The Wages of Spin (documentario)
- 2007 Mr. Warmth: The Don Rickles Project (documentario)
- 2018 Papa, regia di  Dan Israely

### Televisione
- Gli uomini della prateria (Rawhide) – serie TV, episodio 6x06 (1963)
- Mr. Novak – serie TV, episodio 1x13 (1963)
- La legge di Burke (Burke's Law) – serie TV, episodi 1x12-2x16 (1963-1965)
- Sulle strade della California (Police Story) – serie TV, episodi 1x17-2x02 (1974)
- Fantasilandia (Fantasy Island) – serie TV, episodio 3x19 (1980)
- Happy Days – serie TV, episodio 9x15 (1982)
- Renegade – serie TV, episodio 5x08 (1996)
- Sabrina, vita da strega (Sabrina, the Teenage Witch) – serie TV, episodio 5x17 (2001)

## Doppiatori italiani
- Massimo Turci in La battaglia di Alamo, Viaggio in fondo al mare, Il giorno dopo la fine del mondo
- Luca Biagini in Casinò